# Sugawara no Michizane

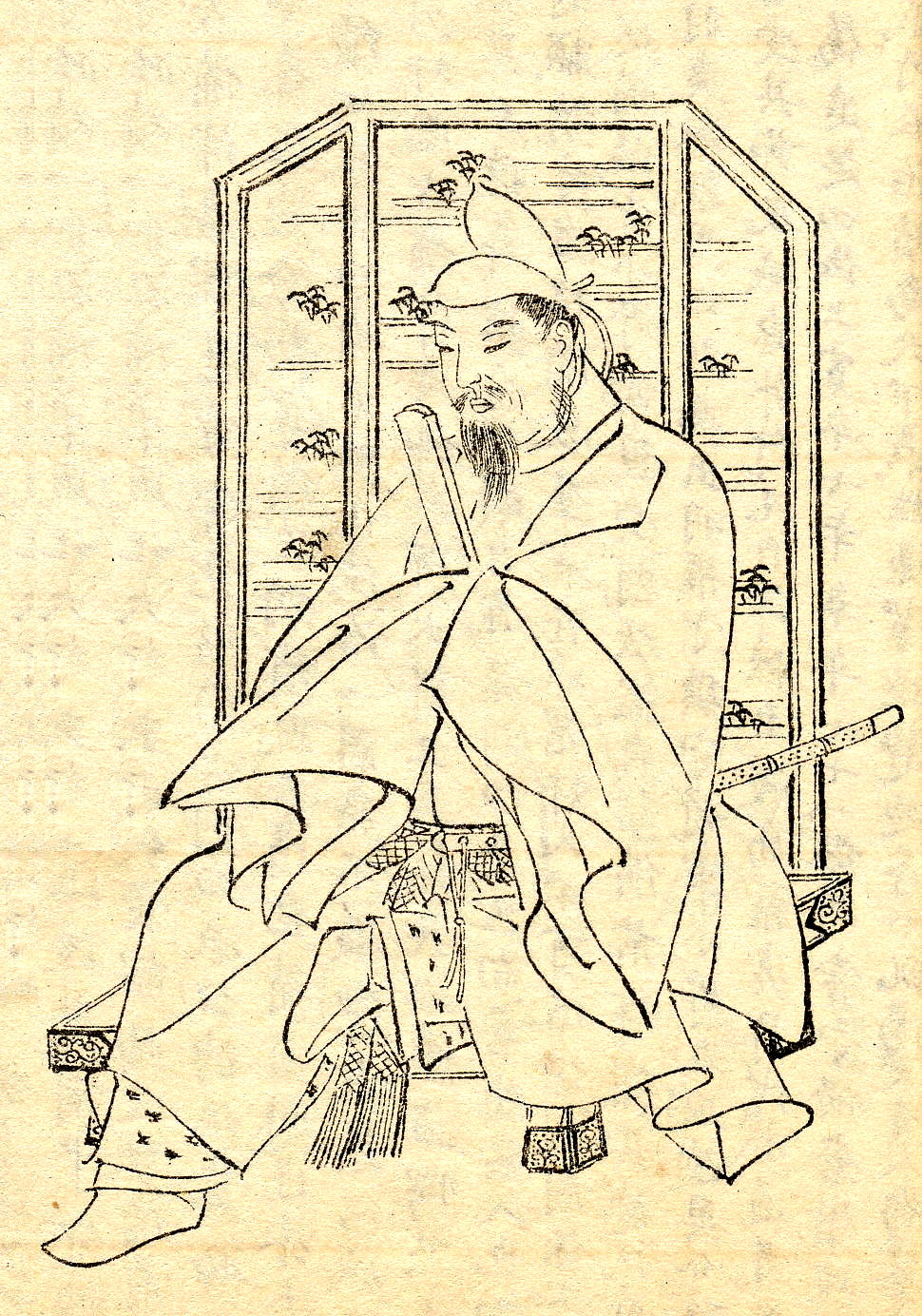
Sugawara no Michizane, Zeichnung von Kikuchi Yōsai (1788–1878)

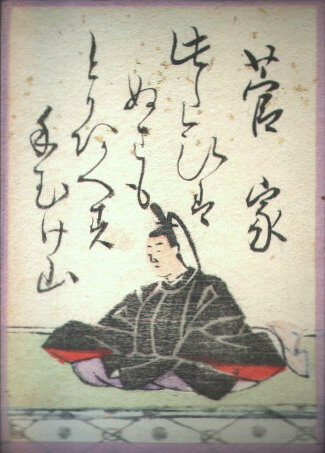
Kanke (alias Sugawara no Michizane), Illustration aus einer Hyakunin-Isshu-Ausgabe (Edo-Zeit)

Sugawara no Michizane (jap. 菅原道真; * 845; † 26. März 903) war ein Gelehrter, Poet und Politiker der Heian-Zeit in Japan. Er wird als exzellenter Dichter besonders der Chinesischen Poesie angesehen und als Kami der Gelehrsamkeit unter dem Namen Tenjin in vielen Shintō-Schreinen verehrt.

## Biografie
Er wurde in eine Familie von Schriftgelehrten geboren. Seit seinem Großvater diente seine Familie dem Hof und lehrte in der Nationalen Schule für künftige Beamte Geschichte. Sein Vater startete eine Privatschule in seinem Haus und lehrte Schüler, die sich auf die Aufnahmeprüfung in diese Schule vorbereiteten oder die Ambitionen hegten, Funktionäre des Hofes zu werden.
Sugawara bestand die Prüfung und trat in die Daigaku, wie die nationale Akademie in dieser Zeit genannt wurde, ein. Nach der Graduierung begann er seine Karriere als Gelehrter bei Hofe. Er wurde auch in eine Stellung als Regierungsbeamter berufen. Manchmal zog man ihn wegen seiner chinesischen Sprachfertigkeit für diplomatische Dienste heran, etwa als Gastgeber ausländischer Gesandtschaften. Neben seinen Diensten bei Hofe betrieb er die von seinem Vater gegründete Schule weiter. Er wurde auch zum Monjo Hakushi, dem höchsten Lehramt am Daigaku, berufen. Dieses Amt galt damals als höchste Ehre, die ein Historiker überhaupt erreichen konnte.
Später verlor Sugawara die Gunst des Hofes und wurde zum Gouverneur einer Provinz ernannt. Auch zuvor war er schon zu solchen Ämtern berufen worden, jedoch stets nur nominell. Er verlor seinen Posten als Professor und musste in die Provinz umziehen, deren Gouverneur er nun war. Als jedoch ein politischer Konflikt zwischen Kaiser Uda und Fujiwara no Mototsune ausbrach, gewann er mit seiner Stellungnahme die Gunst Kaiser Udas. Obwohl seine Dienstzeit als Gouverneur noch nicht zu Ende war, wurde er nach Kyōto zurückgerufen.
Sugawara stieg unter der Gunst des Kaisers Uda am kaiserlichen Hof weit auf. 894 beschloss er die Abschaffung der Kaiserlichen Botschaften in China, die er wegen des Verfalls der Tang-Dynastie als nicht mehr nützlich ansah. Er fiel aber 901 einer Intrige seines Rivalen Fujiwara no Tokihira zum Opfer und wurde zu einem niederen Beamten in der Stadt Dazaifu in der Provinz Chikuzen auf Kyushu degradiert.

## Postume Legendenbildung
Nach seinem einsamen Tod brachen Seuchen und Dürre aus und die Söhne des Kaisers Daigo starben nacheinander. Die Große Audienzhalle des kaiserlichen Palastes (Shishinden) wurde wiederholt von Blitzen getroffen und die Stadt erlebte Wochen von Regenstürmen und Überflutungen. Man schrieb diese Katastrophen dem wütenden Geist (Onryō) des ins Exil geschickten Sugawara in Form des Donnergottes Raijin zu und der kaiserliche Hof baute einen Shintō-Schrein mit dem Namen Kitano Tenman-gū in Kyōto und widmete ihn Sugawara no Michizane, der postum wieder in seine Ämter und Titel eingesetzt wurde. Erwähnungen seines Exils wurden aus den Aufzeichnungen getilgt.